# Halichoeres radiatus
Halichoeres radiatus är en fiskart som först beskrevs av Carl von Linné 1758.  Halichoeres radiatus ingår i släktet Halichoeres och familjen läppfiskar. IUCN kategoriserar arten globalt som livskraftig. Inga underarter finns listade i Catalogue of Life.